# نیروی دریایی آلمان
نیروی دریایی آلمان (به آلمانی: Deutsche Marine) نیروی دریایی کشور آلمان و بخشی از بوندس‌وهر (نیروهای مسلح آلمان) است. مهم‌ترین مأموریت نیروی دریایی آلمان، حفاظت از آب‌های سرزمینی، منافع ملی و مرزهای آبی جمهوری فدرال آلمان و کشورهای هم‌پیمان آن است. این نیرو همچنین در انجام عملیات‌های حفظ و برقراری صلح، مبارزه با دزدی دریایی و مأموریت‌های بشردوستانه در هنگام وقوع فجایع و بلایای طبیعی فعالیت می‌کند.

## تاریخچه

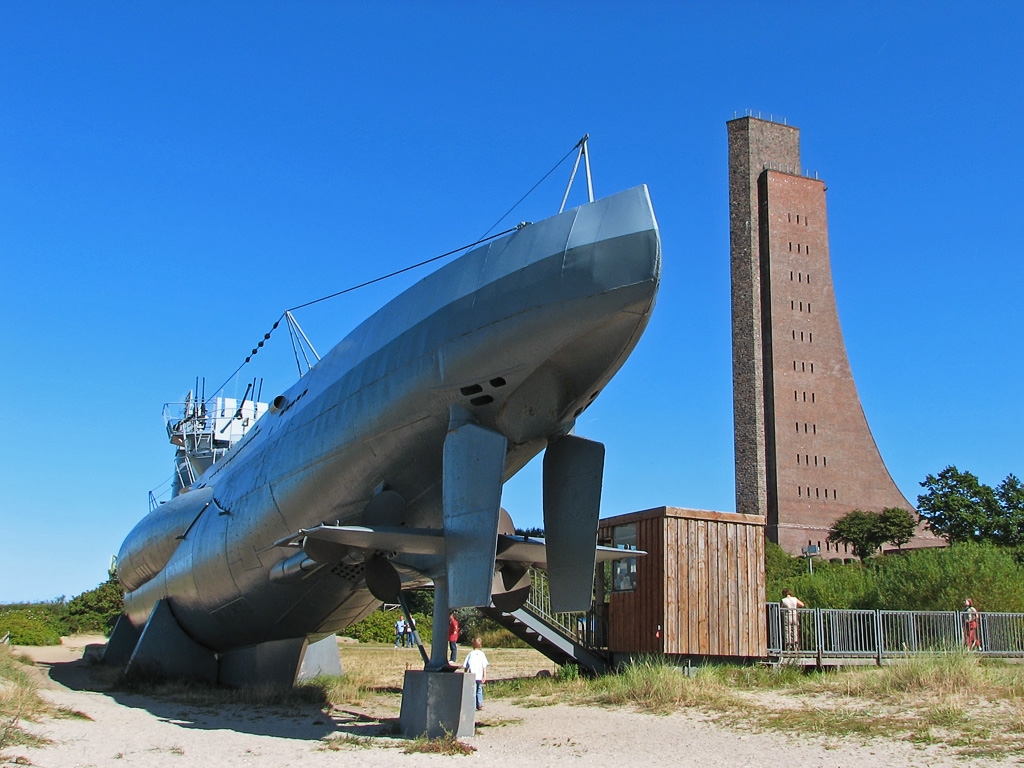
یادبود نیروی دریایی لابو برای گرامیداشت خاطرهٔ ملوانانی که در طی جنگ‌های جهانی و در حال انجام وظیفه در دریا و U995 جان خود را از دست دادند.

تاریخچه نیروی دریایی آلمان به ناوگان امپراطوری (Reichsflotte) در طی انقلاب ۱۸۴۸ تا ۱۸۵۲ بر می‌گردد. اما به‌طور دقیق تر می‌توان ریشه آن را در ناوگان دریایی پروس که بعدها به ناوگان فدرال آلمان شمالی (Norddeutsche Bundesmarine) (۱۸۶۶ تا ۱۸۷۱) تبدیل شد جستجو کرد که این ناوگان نیز در طی سال‌های ۱۸۷۲ تا ۱۹۱۸ به ناوگان امپراتوری (نیروی دریایی امپراتوری آلمان) تغییر یافت. نام این نیرو در فاصلهٔ سال‌های ۱۹۱۹ تا ۱۹۳۵، به رایشس‌مارینه و پس از آن و طی سال‌های ۱۹۳۵ تا ۱۹۴۵ به کریگسمارینه تغییر یافت.

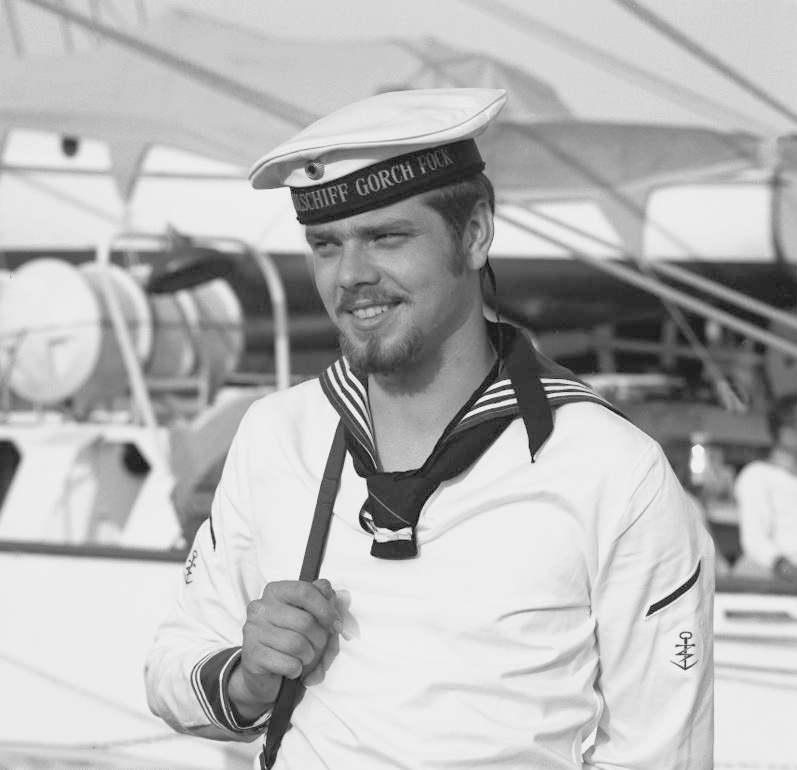
یک ملوان نیروی دریایی آلمان در دههٔ ۱۹۷۰

در سال ۱۹۵۶ با الحاق آلمان غربی به ناتو، نیروی دریایی جدیدی شکل گرفت که به نیروی دریایی فدرال (بوندس‌مارین) شهرت یافت. با اتحاد دو آلمان در سال ۱۹۹۰، تصمیم گرفته شد که به جای نام بوندس مارین از نام "Deutsche Marine" (نیروی دریایی آلمان) استفاده شود. 

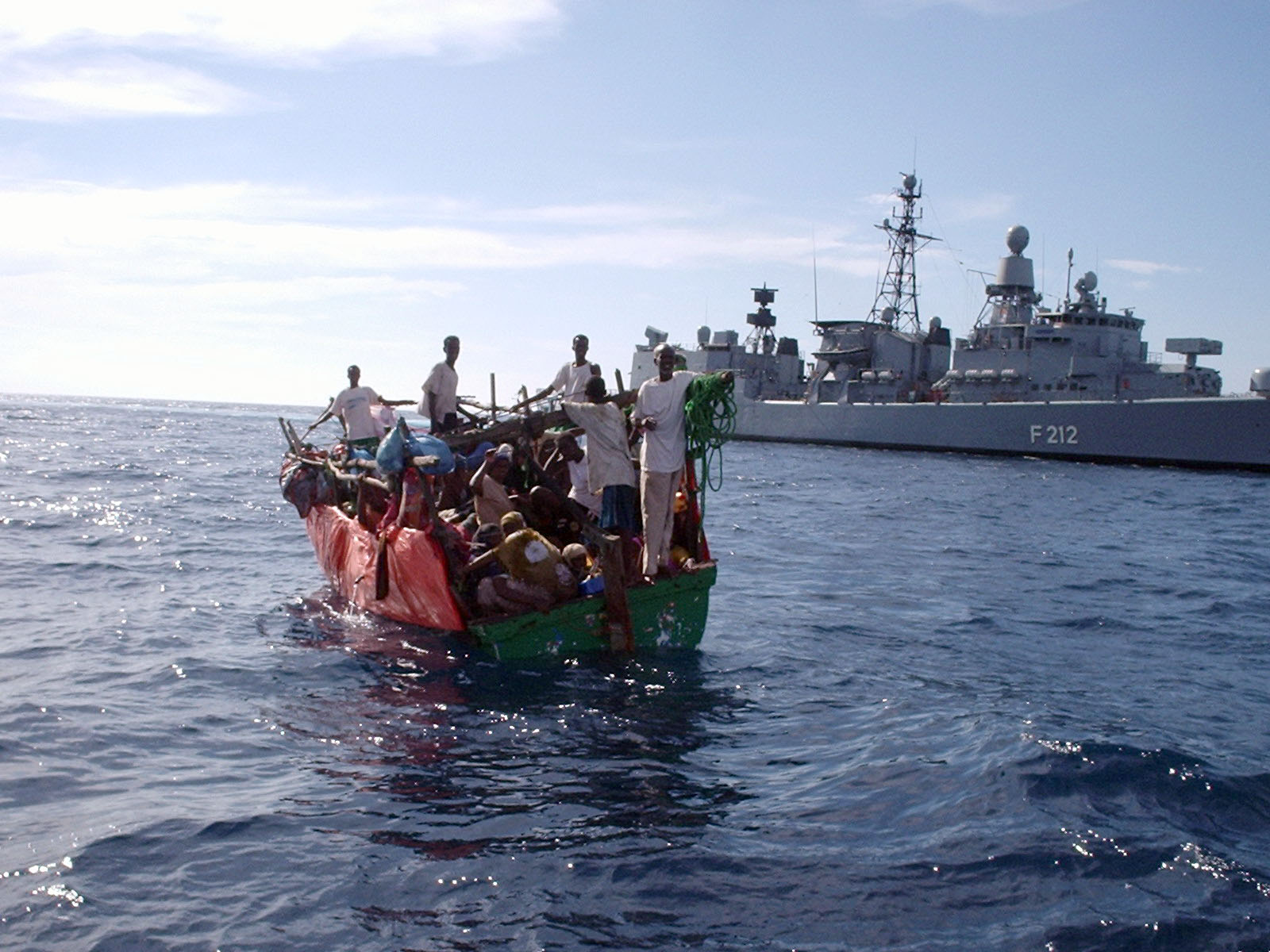
ناوچه جنگی "کارلسروهه" در حال نجات افرادی که کشتی‌شان در سواحل سومالی غرق شده‌است. این ناو در یک مانور ضد حملات تروریستی با نام آزادی ابدی که در آوریل ۲۰۰۵ برگزار شد شرکت می‌کرد.

## ماموریت‌های کنونی
ناوهای جنگی آلمان در هر چهار «گروه دریایی ناتو» شرکت دارند. همچنین نیروی دریایی آلمان در عملیات‌های بین‌المللی ضدتروریستی مانند عملیات آزادی بلندمدت و عملیات تلاش فعال ناتو شرکت فعال دارد.
نیروی دریایی آلمان به عنوان بخشی از نیروهای مسلح آلمان وظیفهٔ ارتقاء توانایی‌های دریایی ارتش آلمان را بر عهده دارد؛ بنابراین این نیرو در حال آزمایش تجهیزات و تأسیسات موجود برای افزایش توانایی‌های داخلی و بین‌المللی خود است. در حال حاضر مهم‌ترین مأموریت نیروی دریایی آلمان حضور در عملیات حفاظت از صلح سازمان ملل در لبنان (یونیفل) است. نیروی دریایی آلمان در این مأموریت از دو ناوچه، چهار شناور تندرو تهاجمی و دو کشتی کمکی استفاده می‌کند. فرماندهی نیروهای دریایی یونیفل بر عهدهٔ آلمان است.

## ساختار
نیروی دریایی آلمان، تا آوریل ۲۰۲۱ دارای ۱۶٬۷۰۴ پرسنل زن و مرد است. دریادارهای ارشد نیروی دریایی در «فرماندهی ناوگان» در گلوکسبورگ در نزدیکی فلنسبورگ و در «دفتر ناوگان دریایی» در روستوک مستقر هستند. ناوگان، توسط فرمانده کل نیروهای دریایی آلمان اداره می‌شود و شامل انواع کشتی‌های جنگی، هواپیما، هلیکوپتر و دیگر تجهیزات است. مقرهای نیروی دریای، مدارس و مراکز آزمایش تجهیزات، تحت امر دفتر ناوگان دریایی هستند.

### دفاتر نیروی دریایی
- "دفتر نیروی دریایی " ("Marineamy)، روستوک
  - مرکز پیشرفت‌های نیروی دریایی، برمر هاون
  - "مدارس نیروی دریایی" (آموزش افسران نیروی دریایی)
    - آکادمی نیروی دریایی (Marineschule Mürwik) فلنسبورگ – مورویک
    - مدرسه افسران نیروی دریایی (Marineunteroffiziersschule) پلون
    - مدرسه مهندسی (Marinetechnikschule) پارو و در نزدیکی اشترالسوند
      - مرکز آموزش کنترل خرابی‌ها (Ausbildungszentrum für Schiffssicherung) نوشتات در هولشتین

    - مدرسه عملیات (Marineoperationsschule) برمر هاورن

  - "تاسیسات پشتیبانی" (لجستیک نیروی دریایی)
    - مرکز فرماندهی نیروی دریایی (Marinestützpunktkommando)، ویلهم شاون
    - مرکز فرماندهی نیروی دریایی (Marinestützpunktkommando) اکرن فورده
    - مرکز فرماندهی نیروی دریایی (Marinestützpunktkommando) کیل
    - مرکز فرماندهی نیروی دریایی (Marinestützpunktkommando) وارنر مونده
    - مرکز فرماندهی آزمایش‌های نیروی دریایی (Kommando Truppenversuche der Marine) اکرن فورده
    - مرکز فرماندهی سیستم‌های کنترلی و فرماندهی نیروی دریایی (Kommando Marineführungssysteme) ویلهم شاون

## تجهیزات
نیروی دریای آلمان تا مارس ۲۰۲۲ دارای ۱۱ ناوچه، ۵ ناوچه سبک، ۲ کشتی مین‌روب، ۱۰ کشتی مین‌یاب، ۶ زیردریایی و مجموعاً ۳۱ کشتی کمکی و سوخت‌رسان است. 
- ناوچهها
  - ۴ ناوچه کلاس براندنبورگ

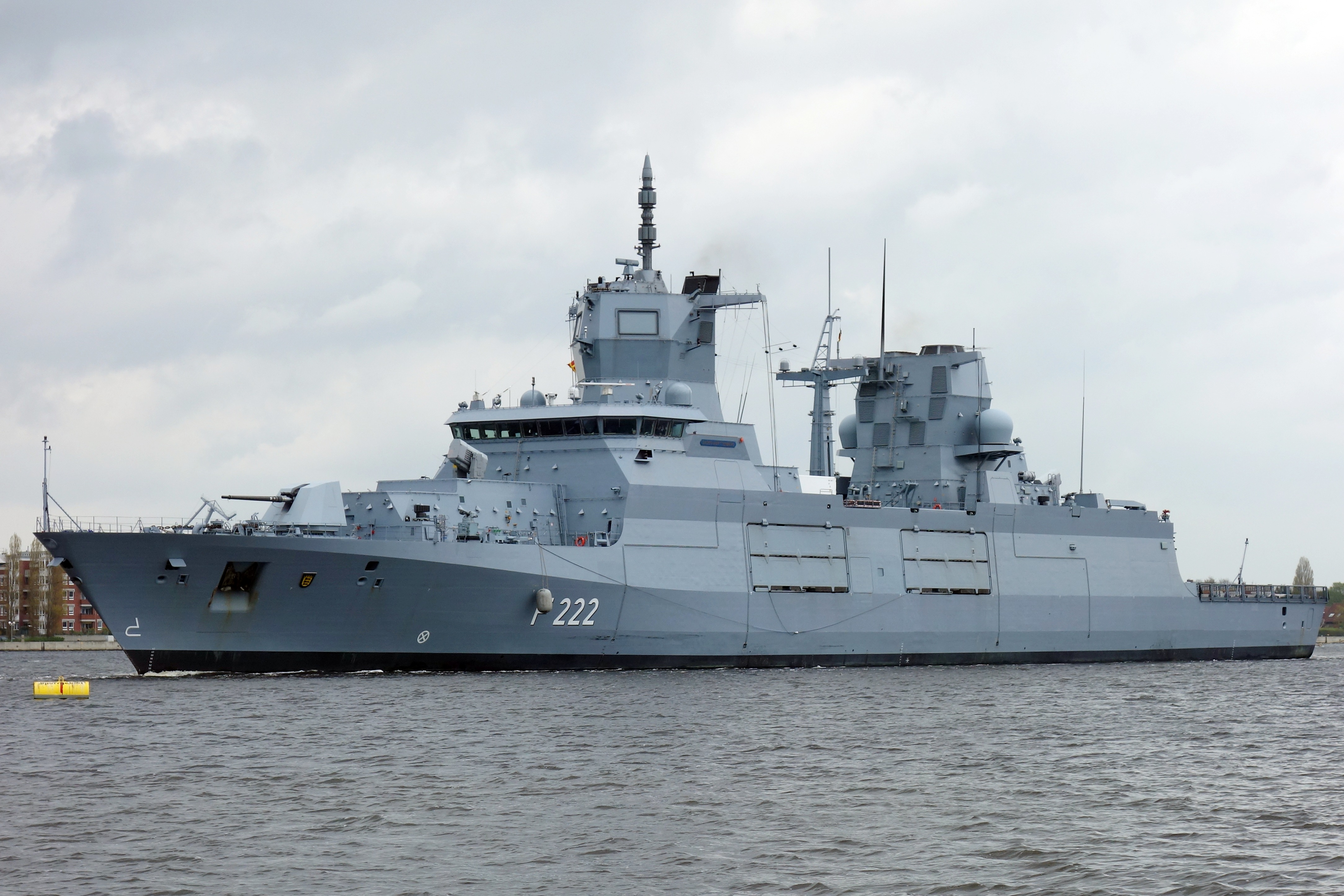
یک ناوچه کلاس اف۱۲۵ نیروی دریایی آلمان در ویلهمسهافن در سال ۲۰۱۷

  - ۳ ناوچه کلاس زاکسن (در برخی دسته‌بندی‌ها به‌عنوان ناوشکن در نظر گرفته می‌شوند)[۵]
  - ۴ ناوچه کلاس اف۱۲۵[۶]
- ناوچه‌های سبک
  - ۵ ناوچه کلاس براونشوایگ، ۵ فروند دیگر نیز تا سال ۲۰۲۵ تحویل خواهند شد.
- زیردریایی‌ها
  - ۵ زیردریایی تهاجمی تیپ ۲۱۲، برای افزودن ۲ فروند دیگر تا سال ۲۰۳۴ نیز، برنامه‌ریزی شده‌است.[۷]
- کشتی‌های مین‌روب و مین‌یاب
  - ۲ کشتی مین‌روب از نوع اندارفکلاس
  - ۱۰ کشتی مین‌یاب کلاس فرانکنتهال

### سایر شناورها
- کشتی‌های کمکی و سوخت‌رسان
  - ۳ کشتی سوخت‌رسان (مدل ۷۰۲) کلاس برلین
  - ۲ کشتی سوخت‌رسان (مدل ۷۰۴) کلاس رون
  - ۶ کشتی کمکی کلاس البه (مدل ۴۰۴)
  - ۱ کشتی تحقیقاتی (مدل ۷۵۱) کلاس Planet
  - ۲ کشتی کنترل آلودگی (مدل ۷۳۸) کلاس بوتسلند
  - ۲ کشتی آزمایشی کلاس Schwedeneck
  - ۱ یدک‌کش نجات (مدل ۷۲۰) کلاس هلگولند
  - ۳ کشتی جاسوسی الکترونیکی (مدل ۴۲۳) کلاس اوسته
  - دو یدک‌کش نجات اقیانوس‌پیمای کلاس Wangerooge
  - ۱ کشتی آموزش ملوانی (مدل ۴۴۱) کلاس Gorch Fock
  - ۶ یدک‌کش کلاس Nordstrand
  - ۱ یدک‌کش کلاس Warnow

### هواگردها
بخش هوانوردی نیروی دریایی آلمان موسوم به "Marinefliegerkommando" در مجموع دارای ۵۶ هواگرد فعال، شامل هواپیما، بالگرد و پهپاد است. در مه ۲۰۲۱ گزارش شد که این نیرو قصد دارد که هواپیماهای گشت دریایی پی-۳ اوریون خود را با هواپیماهای پی-۸ پوسایدون جایگزین کند.
| نوع                     | کشور سازنده  | کلاس        | نقش                 | معرفی | در خدمت |
| ----------------------- | ------------ | ----------- | ------------------- | ----- | ------- |
| بوئینگ پی-۸ پوسایدون    | ایالات متحده |             | هواگرد گشت دریایی   |       |         |
| لاکهید پی-۳ اوریون      | ایالات متحده |             | هواگرد گشت دریایی   | ۲۰۰۶  | ۴       |
| دورنیه دو ۲۲۸           | آلمان        |             | کنترل آلودگی        | ۱۹۹۶  | ۲       |
| ان‌اچ‌اینداستریز ان‌اچ۹۰   | آلمان        | بالگرد      | امداد و نجات/ترابری | ۲۰۱۸  | ۱۲      |
| ان‌اچ‌اینداستریز ان‌اچ۹۰   | آلمان        | بالگرد      | ضدزیردریایی         | ۲۰۲۵  |         |
| Westland Lynx Mk.88     | بریتانیا     | بالگرد      | ضدزیردریایی         | ۱۹۸۱  | ۲۱      |
| Westland Sea King Mk.41 | بریتانیا     | بالگرد      | امداد و نجات/ترابری | ۱۹۷۵  | ۱۹      |
| Sea Falcon              | سوئد         | پهپاد       | ISR                 |       | ۲       |
| Puma AE II              | ایالات متحده | پهپاد       | ISR                 | ۲۰۰۹  | ۶       |
| DJI Phantom 4           | چین          | پهپاد میکرو | ISR                 | ۲۰۱۷  | ۵       |

### تجهیزات مخابراتی و رادیویی
- فرستنده VLF مدل DHD۳۸
- DHJ۵۸
- DHJ۵۹

### واحد ارزیابی استراتژیک
نیروی دریایی آلمان سه فروند «شناور جاسوسی» در اختیار دارد که وظیفهٔ دریافت و دسته‌بندی مکالمات تلفنی و بی‌سیم را بر عهده دارند. «برقراری ارتباطات رادیویی از راه دور» و «ارزیابی ارتباطات الکترونیکی دوربرد» از جمله مأموریت‌هایی هستند که برای این شناورها تعریف شده‌اند. این شناورها تحت امر واحد ویژه‌ای به نام «ارزیابی استراتژیک» هستند.